# Balthazar-Philippe Vandive
Pour les autres membres de la famille, voir Famille Vandive.
Pour les articles homonymes, voir Van Dievoet.
Sire Balthazar-Philippe Vandive (Vandivout ou Van Dievoet), né le 10 août 1683 à Paris, décédé à Paris en juin 1749, est un orfèvre et consul de Paris d'origine bruxelloise.

## Sa vie
Balthazar-Philippe Vandivout dit Vandive, fut grand garde du Corps des Orfèvres en 1736, 1737, consul de Paris en 1739. Il épousa à Paris le 7 avril 1711, Françoise-Edmée de La Haye, née en 1682 et décédée en décembre 1754, Rue des Lavandières-Sainte-Opportune, âgée de 72 ans. (Enterrement le 11 décembre 1754 à St. Germain-l’Auxerrois), fille de Pierre de la Haye, marchand orfèvre joaillier et graveur de sa majesté et de Marie Madeleine Masse, petite fille de François de La Haye, orfèvre et de Catherine Desécouttes, arrière-petite-fille de Louis de La Haye, orfèvre de la Maison du roi, et de Marguerite Boucher, fils de Jean de La Haye, seigneur d'Icy.
Il habita de 1705 à 1748, au n°50 actuel du quai des Orfèvres, à la « Garde Royale », avant de s'installer à la fin de sa vie, en 1748, Rue des Lavandières-Sainte-Opportune auprès de son fils Nicolas Félix Vandive, Greffier de l'audience du Conseil du Roi, où il mourut en juin 1749.
Les Affiches de Paris, nous apprennent que le 19 juin 1749, eut lieu l’enterrement à Saint-Germain-l'Auxerrois de Sire Balthazar-Philippe Vandive, ancien consul, décédé rue des Lavandières.
Le 11 juillet 1749 les gardes du Corps des orfèvres le déclarent décédé.

## Ses liens familiaux
Balthazar-Philippe Vandive, est le fils de Philippe Van Dievoet, dit Vandive, orfèvre du roi, et est le neveu du célèbre sculpteur bruxellois Pierre Van Dievoet. Il est le frère de Guillaume Vandive, imprimeur du Dauphin, ainsi que de Madeleine Vandive épouse de Christophe II David (1682-1781), imprimeur-libraire.
Il est le père de Nicolas Félix Vandive, avocat au Parlement de Paris, Greffier de l'Audience du conseil du Roi, Conseiller-Notaire secrétaire Maison et Couronne de France, ainsi que de François-Gilles Vandive, bourgeois de Paris, négociant, marchand-joaillier, quai des Morfondus, et  époux de Marie-Anne Bougier, fille de Claude Bougier, bourgeois de Paris, marchand mercier, Contrôleur du Grenier à sel, né en 1683 et décédé le 22 octobre 1760, et de Marie Anne Gamard.
Le 15 mars 1738, à Bruxelles, Jean-Baptiste Van Dievoet et les enfants de feu son frère Nicolas Van Dievoet, « ambedeux uniques heritiers testamentairs de feu le Sr. Pierre van Dievoet marchand dans cette ville leur frere, decedé sans enfans le 2 mars 1729 », se présentent devant le notaire Michel Parys, pour constituer comme procureur général et spécial « la personne du Sr. Balthazar Philippe Vandieve (sic) leur cousin marchand a Paris, pour en leur nom, et de leur part recevoir soub sa quittance ez mains des heritiers de feu le Sr. Philippe Vandieve en son vivant frère, et oncle des comparants, la somme de six cent livres tournois provenant d'un contrat sur l'hostel de ville a Paris par feu ledit Sr. Philippe Vandieve receu, ayant appartenu audit Pierre van Dievoet, parmi quoy les comparants declarent de decharger les susdits heritiers de toutes pretensions a ladite somme de six cent livres tournois, promettant, obligeants, et renonceants en forme, ainsy fait et passé dans la ville de Bruxelles les jour, mois, et an predit ».

## Son poinçon
Le 3 février 1714, cautionné par son père, il fait insculpter son poinçon : Fleur de lys couronnée, deux grains, BPV, une étoile.

## Sa carrière d'orfèvre
Il fut garde du Corps des Orfèvres en 1720, 1721, 1735, 1736 et 1748; grand-garde en 1736, 1737 et élu consul de Paris en 1739.

## La maison "à la Garde Royale"
Comme dit plus haut, Balthazar-Philippe Vandive, avant de s'installer à la fin de sa vie Rue des Lavandières-Sainte-Opportune, habita au n°50 actuel du quai des Orfèvres, à la « Garde Royale » qui fut longtemps, ainsi que la grande maison suivante une propriété de la famille de Béthune-Sully.
Le 1er mai 1735, Louis-Pierre-Maximilien de Béthune-Sully, pair de France, propriétaire de la maison à la « Garde Royale », règle avec Balthazar-Philippe Vandives, principal locataire de ladite « Garde Royale » pour deux mille livres par an depuis le premier avril 1731 jusqu'au premier juillet 1735. Balthazar Philippe Vandives lui doit une somme de 8.500 livres, mais, produisant 8.487 livres de quittances, il ne donne que 13 livres au duc.  Le 18 janvier 1737, le duc conclut un nouveau bail avec Balthazar Philippe Vandives et son épouse Françoise de la Haye, pour la « Garde Royale » quai des Orfèvres, où ils demeurent suivant les conditions du bail de 1705 qu’ils ont entre les mains. 
Le 30 septembre 1746 le fils de Balthazar Philippe Vandive, François Gilles Vandive, traite avec le duc pour les réparations locatives, les baux etc. Vandives doit faire appel à un avocat qui, le 25 avril 1748, réduit à 110 livres, 16 sols ce qui est à sa charge.
Entretemps, Balthazar-Philippe Vandive était venu s'installer à la fin de sa vie, en 1748, rue des Lavandières auprès de son fils Nicolas Félix Vandive, Greffier de l'audience du Conseil du Roi, conseiller-notaire-secrétaire Maison et Couronne de France, où il mourut en juin 1749 et fut enterré le 19 juin 1749.
Le 13 et 26 juin 1750, mainlevée des saisies faites chez Vandive sur les sommes appartenant au duc qui fait payer son drapier par Vandive. Finalement il a fallu désigner des experts et le 15 septembre 1758, François Gilles Vandive et l'intendant du duc s'en rapportent à eux pour déterminer ce qui appartient à Vandive et ce qui est immeuble suivant le bail du 19 juillet 1705. Vandive peut emporter ainsi l'alcôve du premier étage, les vitrages, lambris et armoires de la « Garde Royale ».
C'est à ce moment que l'orfèvre Pierre Germain dit le Romain, vint s’installer à la « Garde Royale ».
François ou François Gilles Vandive, négociant à Paris, est encore cité dans le Minutier Central  de Paris, le 10 mai 1751, à l’occasion d’une procuration concernant Jean-Pierre Borrekens, joaillier à Anvers. Ce qui montre que les Vandive avaient toujours gardé des contacts avec les Pays-Bas.
François Gilles Vandive, rentier, rue des Lavandières n°82, décédera le 1er Thermidor an X (20 juillet 1802).

## Ses apprentis
Parmi ses apprentis l'on cite le nom de Jean-Simon Huguet. Le 2 mars 1736, Balthazar Philippe Vandive prend pour apprenti par contrat devant Doyen et Leverrier, Jean-Simon Huguet âgé de seize ans fils de Jean-François Huguet maître tanneur. L'œuvre de cet orfèvre figure dans l'ouvrage de Nocq concernant le poinçon de Paris.